# Старий Шанак
Стари́й Шана́к (каз. Ескі Шанақ) — село у складі Казигуртського району Туркестанської області Казахстану. Входить до складу Шанацького сільського округу.
У радянські часи село називалось «Отділення № 3 совхоза Чанак».
Населення — 426 осіб (2021; 400 у 2009, 415 у 1999, 470 у 1989).